# Lisbourg
Lisbourg (Nederlands: Liegesboort) is een gemeente in het Franse departement Pas-de-Calais (regio Hauts-de-France) en telt 587 inwoners (1999). De plaats maakt deel uit van het arrondissement Arras. In Lisbourg ontspringt de Leie.

## Geografie

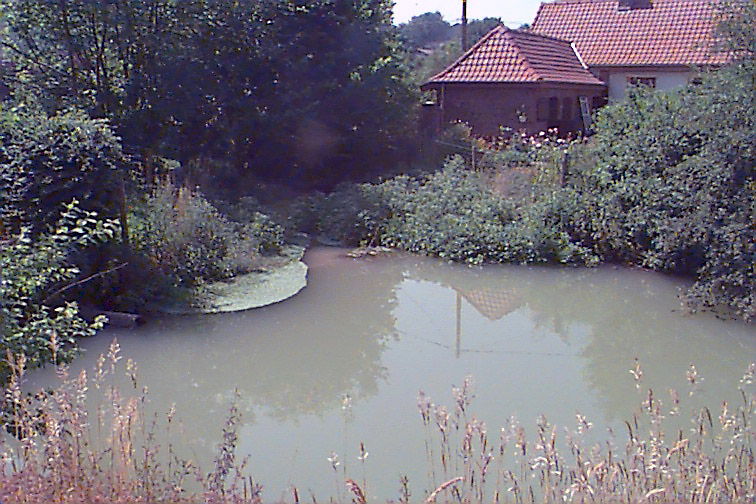
Bron van de Leie

De oppervlakte van Lisbourg bedraagt 17,7 km², de bevolkingsdichtheid is 33,2 inwoners per km². Lisbourg ligt op een hoogte van 116 meter en in de buurt van het dorp ontspringt de Leie, op 114,7 meter. Door ondergrondse verzakkingen verplaatste de bron zich op 11 februari 1984 naar een punt onder een gemeentelijke weg, waar een fontein van enkele tientallen cm hoogte ontstond. De plaats van de nieuwe bron werd toen van een aanleg voorzien.
In de omgeving van Lisbourg bevinden zich enkele dolines.
De onderstaande kaart toont de ligging van Lisbourg met de belangrijkste infrastructuur en aangrenzende gemeenten.
Op het grondgebied van Lisbourg ontspringt de rivier de Leie

## Bezienswaardigheden
- De Sint-Omaarskerk
- De feodale motte, geklasseerd als monument historique

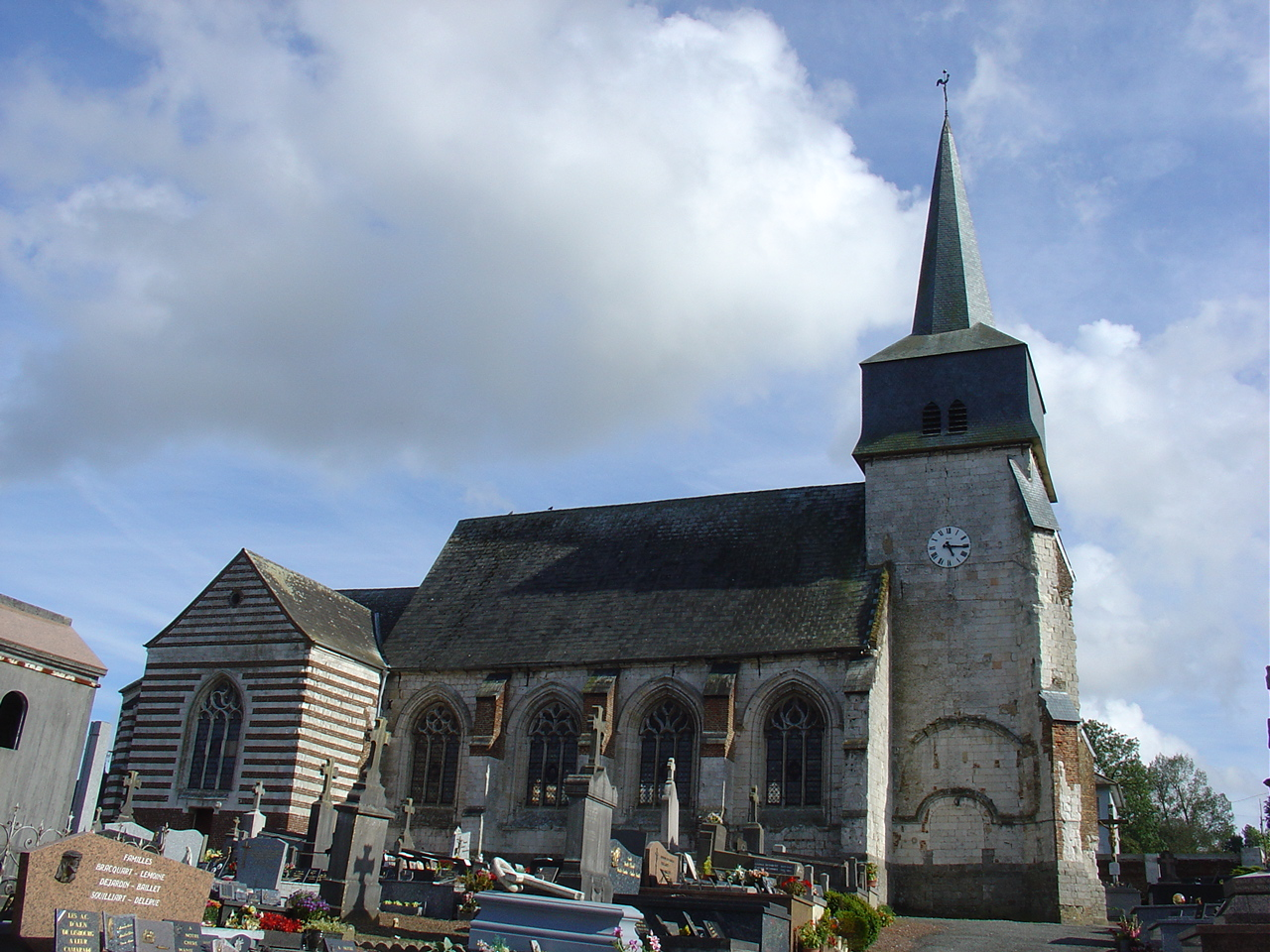
De Sint-Omaarskerk in Lisbourg

- De bron van de Leie, een voorbeeld van een artesische bron

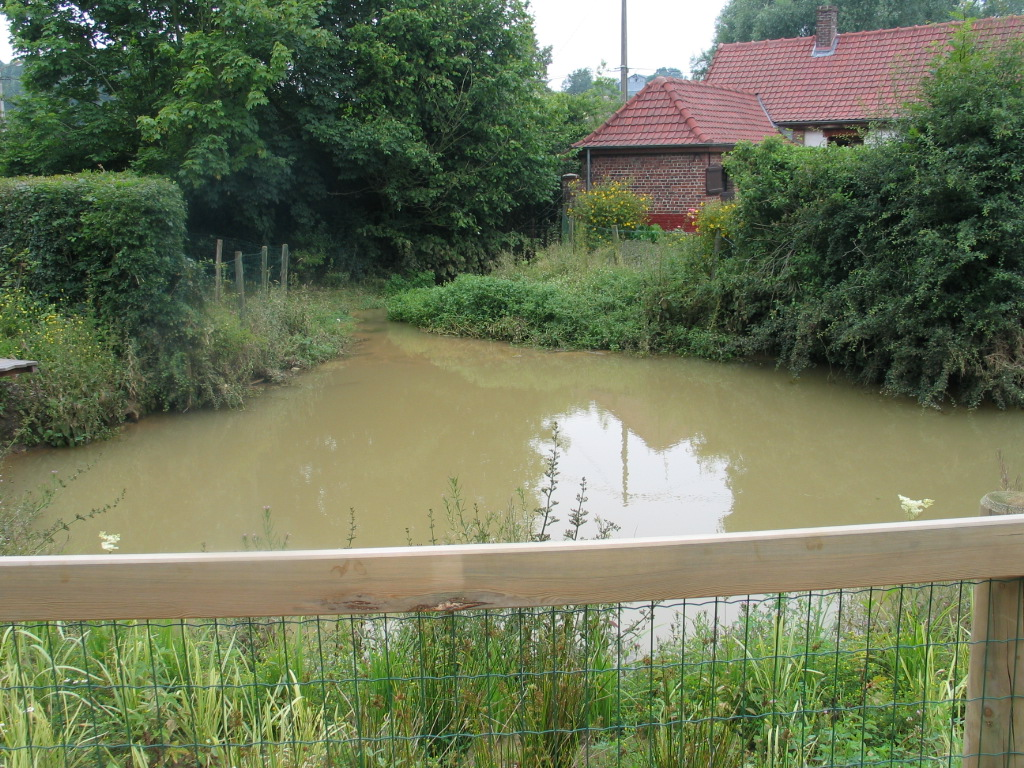
Bron van de Leie

## Demografie
Onderstaande figuur toont het verloop van het inwonertal (bron: INSEE-tellingen).

## Nabijgelegen kernen
Verchin, Crépy, Prédefin, Beaumetz-lès-Aire, Hézecques